# Obrona "trójkąta" Maziarnia Wawrzkowa-Grabowa-Huta Połoniecka
Obrona „trójkąta” Maziarnia Wawrzkowa–Grabowa–Huta Połoniecka – walki polskiej samoobrony opartej na strukturze Armii Krajowej w „trójkącie” utworzonym przez wsie Maziarnia Wawrzkowa, Grabowa i Huta Połoniecka, w 1944, z oddziałami UPA oraz z oddziałami podległymi III Rzeszy Niemieckiej. W wyniku działań Ukraińców i okupanta niemieckiego ośrodek polskiej samoobrony uległ całkowitej likwidacji.

## Założenie i organizacja samoobrony
Według wspomnień Franciszka Woronowskiego, 14 września 1943 roku we Lwowie otrzymał on od Dowództwa Obszaru Południowo-Wschodniego AK rozkaz zorganizowania samoobrony polskich wsi w północno-zachodniej części województwa tarnopolskiego. Dowództwo Obszaru obawiało się, że siły UPA skoncentrowane na Wołyniu mogą przystąpić do rzezi polskiej ludności w Małopolsce Wschodniej.
Za bazę operacyjną samoobrony obrano trójkąt wyznaczony przez wsie Maziarnia Wawrzkowa, Grabowa i Huta Połoniecka. Obszar ten obejmował skupisko 17 wsi czysto polskich, bądź w większości zamieszkanych przez Polaków, m.in. Łany Polskie, Jazienica Polska, Budki Nieznanowskie, Berbeki, Pająki, Maziarnia Gogołowa, Toporów, Majdan, Dąbrowa, Sobaszki, Szlązaki, Warchoły i Adamy.
”Trójkąt” obsadziły trzy kompanie samoobrony oraz odwodowy oddział partyzancki AK, korzystając z osłony lasów rozciągających się na zachód od Maziarni Wawrzkowej. Budowanie tych sił odbywało się w warunkach ciągłej presji ze strony Ukraińców i Niemców (rewizje gestapo i ukraińskiej policji w poszukiwaniu broni, łapanki i aresztowania około 20 osób, inwigilacja przez wywiad UPA). Brakowało broni i amunicji oraz wyszkolonych i doświadczonych dowódców.
Według Woronowskiego w listopadzie 1943 roku Ukraińcy rozwiesili w okolicy Maziarni Wawrzkowej wezwania skierowane do Polaków do opuszczenia „ukraińskiej ziemi” pod groźbą śmierci. W grudniu 1943 doszło do pierwszych potyczek samoobrony z siłami UPA. Pod koniec stycznia 1944 pojawiły się trudności w komunikacji pomiędzy wsiami objętymi systemem obronnym, ginęli pierwsi łącznicy. W lutym 1944 teren „trójkąta” stał się faktycznie odcięty od świata przez siły UPA.

## Napad na nadleśnictwo w Grabowej
27 stycznia lub w lutym 1944 doszło do wtargnięcia ukraińskiej bojówki do budynku nadleśnictwa w Grabowej, gdzie przebywali członkowie AK i samoobrony. Polaków zmyliły niemieckie mundury intruzów, w związku z czym nie stawiali oni oporu. Osoby przebywające w leśniczówce zostały zamordowane a budynek został spalony. Zginęło 6 oficerów i podoficerów samoobrony, w tym  Kazimierz Kamiński, dowódca kompanii ochraniającej Grabową, Szlązaki, Sobaszki, Warchoły i Adamy oraz dowódca plutonu Stanisław Sobański. Dowódca „trójkąta” określił te straty mianem „nie do odrobienia”.
Według Henryka Komańskiego i Szczepana Siekierki w nadleśnictwie zabito 9 osób, a sprawcą napadu była bojówka SB OUN lub UPA dowodzona przez Dmytra Kupiaka ps. Klej.

## Atak UPA na Maziarnię Wawrzkową
Zmasowany atak UPA na Maziarnię Wawrzkową nastąpił późnym wieczorem 24 marca 1944. Oddział partyzantki sowieckiej, który pojawił się w Maziarni około południa tego dnia, opuścił wieś po pierwszych strzałach. Maziarnia została otoczona i ostrzelana amunicją zapalającą, co wywołało pożar domów krytych strzechą, który uniemożliwił zorganizowaną obronę. Żołnierze samoobrony zostali zmuszeni do wycofania się na ostatnią linię obrony, którą był kościół (w którym schroniła się ludność cywilna) i otaczające go budynki. Broniono się także na tyłach ukraińskiego natarcia w pojedynczych budynkach krytych blachą, których upowcy nie zdołali podpalić. Kilkukrotne próby zdobycia kościoła przez UPA nie powiodły się, napastnicy zakończyli szturm na wieś około godziny 4 rano. Tej nocy w Maziarni Wawrzkowej zginęło 28 Polaków, w tym 21 członków samoobrony, m.in. dowódca plutonu AK Jan Lewicki. Ze strony ukraińskiej padło około 12 osób. Cała wieś spłonęła, poza kilkoma budynkami.
Po bitwie nad Maziarnią Wawrzkową krążył niemiecki samolot zwiadowczy, nie ostrzeliwał jednak wsi. Przed południem 25 marca 1944 w okolicy pojawił się zwiad UPA, który zmuszono do wycofania się.
Zniszczenie miejscowości zmusiło samoobronę do ewakuacji rannych oraz ludności cywilnej do innych wsi. Dla żołnierzy wykopano ziemianki, urządzono także bunkier dla dowództwa samoobrony.

## Niemiecko-ukraiński sojusz przeciw Polakom i Sowietom
Na terenie powiatu kamioneckiego doszło do zawarcia lokalnego porozumienia w sprawie współpracy pomiędzy UPA a Niemcami. Ze strony ukraińskiej zawarł je sotenny Mykoła Olijnyk „Orzeł” a ze strony niemieckiej Kreishauptmann Joachim Nehring. Pomimo tego, że 10 kwietnia 1944 Komenda Główna UPA zabroniła podwładnym prowadzenia samowolnych rozmów z Niemcami (wyłączność na takie rozmowy zarezerwowano dla Centralnego Prowidu OUN i Komendy Głównej UPA; doprowadziło to do rozstrzelania „Orła” za niesubordynację), to zdaniem Damiana Markowskiego współpraca UPA z Niemcami w powiecie kamioneckim była kontynuowana co najmniej w zakresie zwalczania sowieckiej partyzantki i likwidacji polskiej samoobrony.
Jednocześnie niemiecką reakcję wywoływały działania sowieckiej partyzantki, która penetrowała tereny kontrolowane przez samoobronę. W ten sposób samoobrona Berbeków została zmuszona do podjęcia wspólnego boju z sowieckim oddziałem Uljanowa przeciw Niemcom, których ściągnęła do wsi obecność Sowietów. Po dwugodzinnej wymianie ognia Niemcy zostali odparci. Innym razem z tego samego powodu okolice Maziarni Wawrzkowej, Toporowa i Huty Połonieckiej były ostrzeliwane przez niemiecką artylerię i lotnictwo.

## Rozmowy z UPA
Pogarszająca się sytuacja „trójkąta” (niedobory żywności i broni, fatalne warunki bytowania ludności spalonych wiosek) zmusiła dowództwo samoobrony do podjęcia rozmów z UPA. Według wspomnień Franciszka Woronowskiego odbyły się one między 21 a 23 kwietnia 1944 w miejscowości Rozważ. Polacy zaproponowali Ukraińcom rozejm, względnie oczekiwali obietnicy nieatakowania ewakuującej się ludności, w zamian za wydanie ukraińskich i niemieckich jeńców. Pertraktacje zakończyły się fiaskiem. Woronowski wspominał, że podczas rozmów usłyszał zapowiedź wyrżnięcia „Lachów” „do ostatniej nogi” i zatarcia wszelkich śladów ich bytności na tych ziemiach.

## Likwidacja „trójkąta”
Po zakończeniu rozmów między samoobroną a UPA, pod koniec kwietnia 1944, Niemcy i Ukraińcy przystąpili do skoordynowanego, zmasowanego ataku na „trójkąt” obronny. Niemcy atakowali od zachodu a UPA od północnego wschodu. Według Woronowskiego padły wówczas placówki na zachodzie ośrodka samoobrony: Jazienica Polska, Budki Nieznanowskie, Berbeki, Pająki i ich przysiółki. Opór wciąż stawiały Huta Połoniecka i zgliszcza Maziarni Wawrzkowej, zdaniem Markowskiego także Adamy.
Z korespondencji pomiędzy ks. Józefem Skrabalakiem, proboszczem parafii Budki Nieznanowskie, a lwowską kurią wynika, że wsie na zachodnim odcinku zostały zniszczone wcześniej. Duchowny w piśmie z 20 kwietnia 1944 informował kurię, że Berbeki zostały spalone 27 marca (zginęło wówczas 9 osób) a Jazienica Polska i Budki Nieznanowskie zostały spalone w nocy z 4 na 5 kwietnia 1944. Według niego w Jazienicy Polskiej zabito 7-8 osób (pozostali ocaleli, ponieważ nocowali w lesie) a w Budkach Nieznanowskich liczba zabitych wyniosła kilkanaście osób. Gdy samoobrona Budek Nieznanowskich podjęła walkę z bojówką ukraińską, do wsi przybył oddział SS i dokonał pacyfikacji.

Ludność pod eskortą przybyła do Kamionki o godzinie 1-szej. Tam na boisku sportowym wybrano mężczyzn i kobiety w sile wieku i pociągiem wywieziono. Reszcie ludzi odebrano krowy, częściowo i konie. Część ludzi tuła się w Kamionce i okolicznych wsiach. We wsi opuszczonej Niemcy zabrali autami zboże, pozostałe bydło i drób. Okoliczna ludność ukr[aińska] zabierała dobytek, rabowała, wywoziła. Zrabowane domy podpalono. Spłonęła cała wieś, został tylko kościół. – pisał duchowny

Zdaniem Komańskiego i Siekierki oraz Motyki, także Berbeki zostały spalone w nocy z 4 na 5 kwietnia 1944 w wyniku ataku UPA a zamordowano wówczas 16 osób. Pozostali przy życiu przenieśli się do Kamionki Strumiłowej.
W obliczu pacyfikacji „trójkąta” AK zgodziła się na ewakuację kobiet i dzieci za pośrednictwem RGO. Mężczyznom nakazano pozostanie na posterunkach i kontynuowanie walki.
W boju o Hutę Połoniecką Niemcy rozbili ostatnie zwarte oddziały samoobrony. Niedobitki zostały zagarnięte przez niemiecką obławę. Niemcy spalili Hutę Połoniecką a jej ludność wywieźli. Wcześniej akowcom udało się ewakuować część ludności do Kamionki Strumiłowej i Brodów. 3 maja 1944 w wyniku uderzenia niemieckiego padły zgliszcza Maziarni Wawrzkowej. Według raportu Delegatury Okręgowej Niemcy spalili ostatnie całe budynki i zabili kilkanaście osób. W ciągu kilkunastu dni oczyścili teren „trójkąta” z oddziałów AK; ostatnie walki zakończyły się pod koniec maja 1944.

### Losy pozostałych miejscowości
- Adamy – według Ihora Iljuszyna dzięki broni uzyskanej od Niemców samoobrona odparła wiosną 1944 dwa silne ataki UPA. Około 16 kwietnia 1944 Niemcy odebrali samoobronie broń pod zarzutem wspierania sowieckiej partyzantki. Natychmiast po tym UPA zaatakowała Adamy mordując część mieszkańców i całkowicie paląc wieś[31]. Według Komańskiego i Siekierki większość Polaków ewakuowała się na przełomie marca i kwietnia 1944 do centralnej Polski, a Adamy zostały spalone dopiero we wrześniu 1944[32].
- Grabowa – częściowo spalona, pozostała w niej ludność ukraińska. W sierpniu 1944 (druga okupacja sowiecka) bojówka Kupiaka spaliła w stodole w Wodajach (przysiółku Grabowej) 10 osób[10][33], a 17 lutego 1945 zabiła kolejnych 14 mieszkańców wsi[10]
- Łany Polskie – w kwietniu 1944 UPA ograbiła i spaliła większość polskich gospodarstw, zamordowano 21 osób[34][35]
- Sobaszki – spalone 3 maja 1944[36]
- Szlązaki – całkowicie spalone 17 kwietnia 1944[36]
- Warchoły – spalone 3 maja 1944[36]. Wg Komańskiego i Siekierki palone także w kwietniu 1944, kiedy zabito 20 osób[37]

## Epilog
Pacyfikacja „trójkąta” zakończyła się pełnym sukcesem Niemców i UPA. Zniszczono kilkanaście polskich wiosek a teren został oczyszczony z żołnierzy polskiego podziemia. Niemcy zyskali setki robotników przymusowych a Ukraińcy pozbyli się polskiego ośrodka, który był dla nich przeszkodą na drodze pomiędzy Wołyniem a Lwowem.